# Islote de Monchique
El islote de Monchique (en portugués: Ilhéu de Monchique) es un pequeño islote localizado al oeste de la isla de Flores, frente al tramo costero donde está la aldea de Fajã Grande, en la parte occidental de las islas Azores portuguesas. Se encuentra a poco más de una milla al noroeste de Ponta de Fenais y es considerado el punto más occidental de Europa. Funcionaba como un astronómico (celeste) guía de navegación y marco de referencia para los navegantes para calibrar sus equipos de navegación del islote de larga travesía del Atlántico.
El islote está protegido por su rica biodiversidad; se han identificado noventa y seis especies de flora y fauna que se congregan en las aguas de los islotes, incluyendo el alga Dictyota dichotoma y los moluscos Patella aspera y Megabalanus azoricus.
Accesible solo por barco, la bahía, que tiene una profundidad de agua de aproximadamente 43 metros, ofrece oportunidades para el buceo durante los días de verano.

## Geografía
El islote se encuentra a más de una milla al norte-noroeste de la isla de Flores, en una bahía entre Ponta de Fenais y la Faja Grande. El islote se encuentra realmente en la placa Norteamericana entre el oeste de las islas Azores de Flores y Corvo. Históricamente, su formación geológica única atrajo a los visitantes que viajan entre Europa y América, aquí se cruzan en su camino hacia los puertos de Lajes y Santa Cruz das Flores de la isla de Flores.
El islote es un sólido monolito negro de formación de roca basáltica con paredes verticales, siendo los restos de un cono volcánico costero muy erosionados por las fuerzas del océano, y que se extiende abruptamente hasta una altura de 34 metros sobre el nivel del mar. Se formó a partir de flujos de lava irregulares que han producido muchas cavidades submarinas a lo largo del alivio de la isleta. Sal y rocas están esparcidas por toda la isla. El islote es una zona elevada que incluye dos afloramientos de roca sobre la superficie del agua.
- Datos: Q1658467
- Multimedia: Ilhéu de Monchique / Q1658467